# Spinonychiurus
Genre
Spinonychiurus est un genre de collemboles de la famille des Onychiuridae.

## Distribution
Les espèces de ce genre se rencontrent en zone holarctique.

## Liste des espèces
Selon Checklist of the Collembola of the World (version du 1er octobre 2019) :
- Spinonychiurus alaskensis Pomorski & Kaprus, 2015
- Spinonychiurus arabelensis Pomorski & Kaprus, 2015
- Spinonychiurus edinensis (Bagnall, 1935)
- Spinonychiurus epaphius Kaprus & Tsalan, 2009
- Spinonychiurus issykkulensis Pomorski & Kaprus, 2015
- Spinonychiurus natashae Pomorski & Kaprus, 2015
- Spinonychiurus nazguli Pomorski & Kaprus, 2015
- Spinonychiurus pamirensis (Martynova, 1975)
- Spinonychiurus persicus Kaprus, Shayanmehr & Kahrarian, 2017
- Spinonychiurus spinularius (Gisin, 1952)
- Spinonychiurus subedinensis (Arbea & Jordana, 1985)
- Spinonychiurus tianshanicus (Martynova, 1971)
- Spinonychiurus vandeli (Cassagnau, 1960)

## Publication originale
- Weiner, 1996 : Generic revision of Onychiurinae (Collembola: Onychiuridae) with a cladistic analysis. Annales de la Société Entomologique de France, vol. 32, no 2, p. 163-200.